# Турнан, Арно
Арно́ Турна́н (фр. Arnaud Tournant; 5 апреля 1978, Рубе, Франция) — французский велогонщик, олимпийский чемпион и призёр Олимпийских игр. 14-кратный чемпион мира по трековым велогонкам.

## Спортивная карьера
Арно Турнан родился в небольшом французском городе Рубе, там же начал заниматься велоспортом. В 18 лет к Арно пришёл первый успех. Он стал серебряным призёром чемпионата мира среди юниоров. В следующем году Турнан принял участие в своём первом взрослом чемпионате мира. Выступая в командном спринте вместе с Флорианом Руссо и Винсеном ле Келлек Арно завоевал свою первую золотую медаль чемпионатов мира. Ещё четыре года подряд французы с Турнаном в составе не опускались с первого места спринта. А всего в коллекции Арно 9 золотых медалей в командном спринте, 4 в гите на 1 километр и ещё одна, завоёвана в 2001 году в спринте.
В 2000 году на соревнованиях в Мехико в гите с места на 1 километр Турнан устанавливает мировой рекорд, равный 1:00,148 с. После всех успехов Арно являлся главным фаворитом на Олимпийских играх 2000 года в Атланте. Но игры для француза сложились неоднозначно. Сначала Турнан неожиданно для всех занял лишь пятое место в километровой гонке, отстав от лидера более чем на секунду. Но уже на следующий день вместе с Флорианом Руссо и Лораном Гане стал олимпийским чемпионом в командном спринте.
В октябре 2001 года Турнан на соревнованиях в высокогорном Ла-Пасе становится первым велосипедистом, показавшим результат, быстрее одной минуты в гите. Километр француз проехал за 58,875 с. Средняя скорость француза во время заезда равнялась 61,146 км/час.
В 2004 году на летних Олимпийских играх в Афинах Турнан рассчитывал стать обладателем двух золотых наград в своих любимых дисциплинах. Но оба раза золотая медаль оказывалась недосягаемой. В раздельной гонке на 1 километр Арно уступил своему постоянному сопернику Крису Хою. В командном спринте сборная Франции, лидировавшая после квалификации показала в первом раунде лишь третий результат и была вынуждена участвовать в заезде за бронзу. Там победив австралийцев, французы заняли третье место, а Турнан стал обладателем олимпийских медалей всех достоинств.
На летних Олимпийских играх в Пекине в командном спринте сборная Франции в составе Турнана, Кевин Сиро и Грегори Бож проиграла полсекунды в финале Великобритании с Крисом Хоем во главе.
По окончании Олимпийских игр Арно Турнан завершил свою спортивную карьеру. В настоящее время является менеджером команды Cofidis за которую выступал в период с 1997 по 2008 год.

## Государственные награды
- Командор ордена «За заслуги» — 14 ноября 2008 года